# Lingenfeld (Ortsgemeinde)
Lingenfeld is een plaats in de Duitse deelstaat Rijnland-Palts en maakt deel uit van de Landkreis Germersheim. De gemeente is de hoofdplaats van de Verbandsgemeinde Lingenfeld.
Lingenfeld telt 5.802 inwoners.

## Geboren
- Josef Bürckel (1895-1944), Nazi gouwleider, SS'er

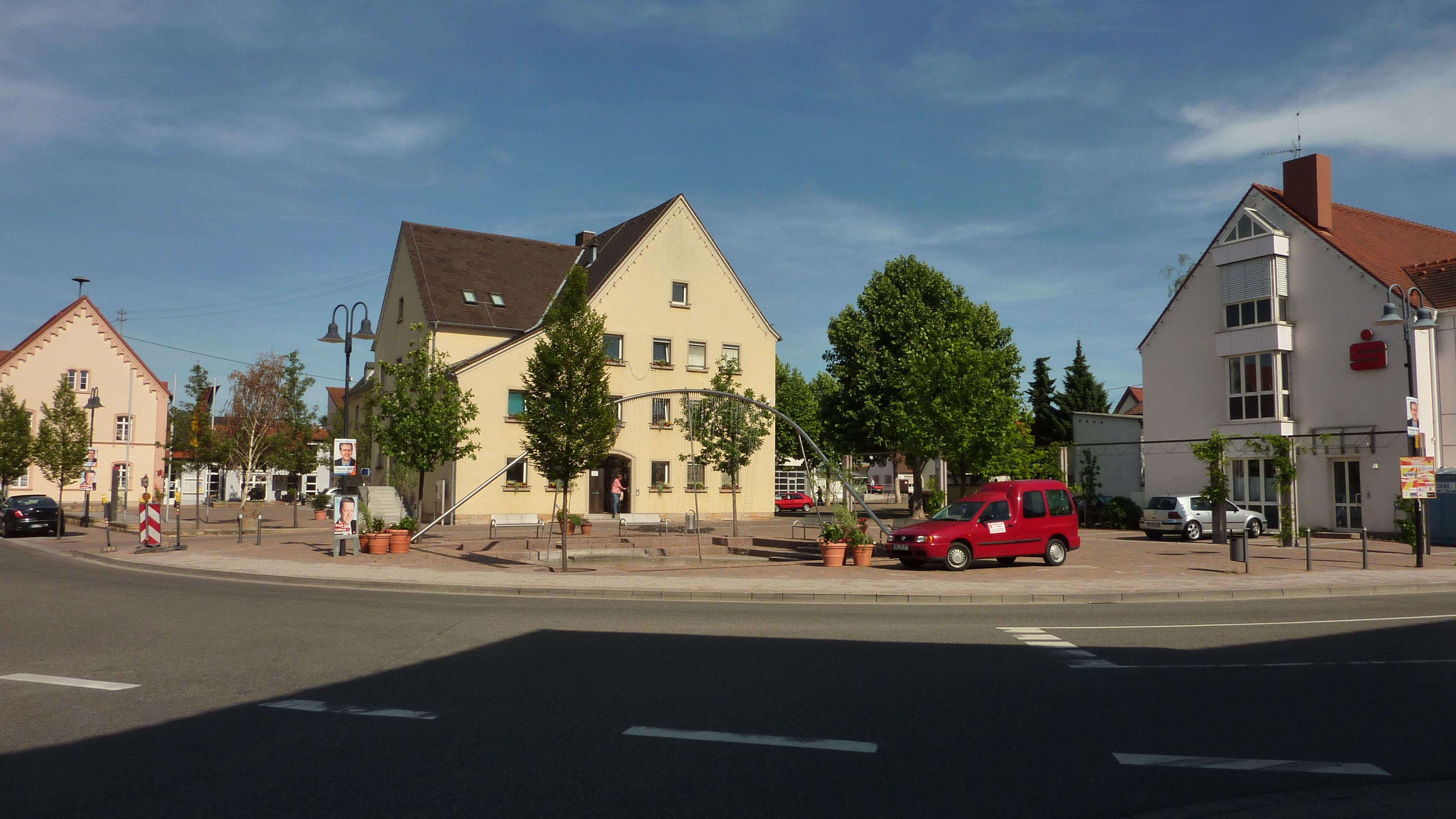
Rathausplatz